# ETHICAL WAVE
『Diamond head ETHICAL WAVE』（ダイアモンドヘッド エシカルウェーブ）は、2020年10月3日から2023年9月30日までJ-WAVEで放送されていたラジオ番組。ダイアモンドヘッドの一社提供で放送。

## 概要
エシカルに関する話題を提供していた情報番組で、毎週土曜 18:00 - 18:54（日本標準時）に放送。ナビゲーターは、エシカルディレクターの肩書きで活動している坂口真生と、モデル出身の女優で子を持つ母でもある豊田エリーが務めていた。
番組は、日本国内外から収集したエシカル関連の情報を発信。聴いて前向きになれるポジティブな内容のニュースをリスナーに伝えていた。またファッションや食といった身近な話題を切り口に、サステナブルでエシカルなライフスタイルを気軽に取り入れていく手法も提案していた。こうした情報は、ニューヨーク、ロンドン、パリ、ベトナム、ニュージーランドなど世界各地にいる特派員や、株式会社トラストリッジが運営するサステナブルメディア『ELEMINIST』から提供されていた。